# Epilobium pseudotrigonum
Epilobium pseudotrigonum là một loài thực vật có hoa trong họ Anh thảo chiều. Loài này được Borbás mô tả khoa học đầu tiên năm 1877.